# Миссия правосудия
«Миссия правосудия» (англ. Mission Of Justice) — кинофильм-боевик.

## Сюжет
Бывший полицейский Курт Харрис после того, как был убит его лучший друг, тайно вступает в особую организацию, состоящую в основном из представителей правосудия. Главной своей задачей они называют наведение и поддержание порядка на улицах, но постепенно Курту становится ясно, что организация служит прикрытием для тёмных дел, в которых оказывается замешан даже кандидат на пост мэра.

## В ролях
- Джефф Уинкотт — Курт Харрис
- Бригитта Нильсен — Рэйчел Ларкин
- Лука Берковичи — Роджер Стокуэлл
- Карен Шеперд — Линн Стил
- Маттиас Хьюз — Титус
- Чад Стахелски — боец